# Manuel Gallardo
Manuel Gallardo Lechet (Cardeña, Córdoba, 3 de mayo de 1935 - Madrid, 21 de agosto de 2020) fue un actor español con una amplia trayectoria en teatro en verso, televisión y cine.
Como actor interpretó papeles tanto en teatro como en programas grabados para televisión. Rodó películas de diferentes producciones nacionales e internacionales, e intervino en diferentes series y novelas para televisión. Fue habitual en los programas de teatro televisado emitidos por TVE en Estudio 1, en series de televisión como Verano azul de Antonio Mercero (1981). Fue uno de los fundadores de la Academia de las Artes Escénicas de España (2014) y miembro de la SGAE desde 1955 como letrista y autor.

## Biografía

### Primeros años
Hijo y nieto de los actores, de una saga de intérpretes que se remonta al siglo XIX. Debutó como actor en el papel de «bebé dormido» en Cancionera cuando tenía apenas quince días de vida, obra en la que participaba su madre Mary Leiva. Compaginó sus estudios con la interpretación en la compañía de su abuelo Isidro Lechet primero y después en la formada por sus padres José Gallardo y Mery Leiva, familia de larga trayectoria de actores de teatro; de hecho inició su formación en artes escénicas con su madre. Cuando finalizó el bachillerato se incorporó en la compañía Lope de Vega propiedad de José Tamayo. Su potente tono de voz y dicción (actuaba sin emplear micrófono), le dio acceso a la interpretación de más de una centena de obras, de las cuales interpretó a más de treinta personajes diferentes.

### Teatro, Cine y Televisión
En el teatro interpretó papeles en todos los géneros, destacando sus actuaciones en obras en verso del Teatro Clásico de los autores del Siglo de Oro. En el Teatro María Guerrero actuó seis años, bajo la dirección de José Luis Alonso con la obra adaptada A Electra le sienta bien el luto (1965) donde interpretó al novio y amante de las actrices Nuria Espert y Julia Gutiérrez Caba. En el teatro Bellas Artes, de José Tamayo actuó cuatro años. Con Alberto González Vergel en el Teatro Español de Madrid estuvo diez años. También actuó bajo la dirección de Cayetano Luca de Tena, en el Teatro Español de Madrid donde estuvo diez años. También fue dirido, entre otros, por Adolfo Marsillach.
Recorrió toda España con distintas compañías de teatro con las que representó más de cien obras de repertorio de todos los autores. Participó en múltiples ediciones del Festival de Teatro de Mérida, interpretando personajes como Jasón, Creonte, Hermes, Augusto, Julio César o Egisto. Creó su propia compañía teatral.
Para televisión realizó interpretaciones en una treintena de películas producidas en el Reino Unido, Francia, Argelia, España y, sobre todo, Italia.  Sus apariciones cinematográficas comenzaron con el director Antonio Isasi Isasmendi siendo el protagonista de la premiada película Tierra de todos (1962) por la que obtuvo el premio San Jorge al mejor actor del año. Fue pionero en la interpretación de novelas para televisión en España. Su presencia en televisión fue constante desde mediados de la década de los sesenta, con participación en decenas de piezas de teatro televisado, muy frecuentes en la época, y contenidas en espacios como Estudio 1, Teatro de siempre, Ficciones o Novela. Entre otros muchos títulos se pueden recordar Don Juan Tenorio, Tierra baja, El Reinado de los Lobos, Hernani, Delito en la Isla de las Cabras o A media luz los tres. También ha intervenido en las series Las viudas, Un mito llamado, Goya, La Loca Peluquería, Lleno, por favor, Mamá quiero ser artista, entre otras.
En 1981 formó parte del reparto de una de las series de mayor repercusión en la historia de la televisión en España: Verano azul, donde dio vida a Javier, el padre de Javi (Juan José Artero). Unos años después en 1989, trabajó con el director Jaime Chávarri en Las cosas del querer. Su etapa en el Teatro Español se saldó con su rescisión de contrato en el año 2001 y una sentencia judicial condenatoria a la empresa por despido improcedente. El último Estudio 1 que rodó fue en 2006: La doble historia del Doctor Valmy de Antonio Buero Vallejo.

### Últimos años
En los últimos años participó en los cursos de verano organizados por la Universidad de Salamanca, en los cursos organizados por la Academia de las Artes Escénicas de España e impartió otro curso de interpretación en verso para la Universidad de Murcia. Fue el fundador de la Academia de las Artes Escénicas de España en el año 2014. Colaboró con la revista Artescénicas. Defendió y trabajó para lograr el reconocimiento de los actores, logrando entre otros, establecer un día de descanso semanal y la función única a través de la Unión de Actores y Actrices. Como actor de teatro fue un conservador de las tradiciones teatrales, tradiciones que tenía en proyecto difundir a través de un diccionario especializado en términos teatrales, el proyecto no llegó a ver la luz porque Gallardo falleció antes de su finalización.

## Vida personal
Discreto con su vida privada de la que han trascendido pocas noticias, contrajo matrimonio con la también actriz María Jesús Lara, con la que estuvo casado tres años y de la que acabaría divorciándose. Sus hijos también han sido actores: Nuria Gallardo forma parte de la Compañía Nacional de Teatro Clásico de Madrid y Ayax Gallardo quien tuvo una trayectoria más corta.
Falleció en Madrid el 21 de agosto de 2020 a consecuencia de un ictus.

## Obras representadas: Selección
| - El galán fantasma (2010), de Calderón de la Barca - Las brujas de Salem (2007), de Arthur Miller. - Madre amantísima (2003) de Rafael Mendizábal. - La Dorotea (2001), de Lope de Vega. - Don Juan Tenorio (2000) - Cyrano de Bergerac (2000). - Misión al pueblo desierto (1999), de Buero Vallejo. - Los habitantes de la casa deshabitada (1998). - La venganza de don Mendo (1997). - La camisa (1995). - Mariposas negras (1994), de Jaime Salom - Traidor, inconfeso y mártir (1993). - El arrogante español (1991). - Edipo rey (1992). - Las mocedades del Cid (1990). - Proceso a Besteiro (1986), de M. Canseco. - Divinas palabras (1986), de Valle Inclán. - Un hombre en la puerta (1984). - La fiesta del sainete (1983). - Antonio y Cleopatra (1980), de William Shakespeare. - Medea (1979), junto a Núria Espert - La Dama Duende (1979), de Calderón de la Barca. - Los buenos días perdidos (1973). - Luces de Bohemia (1970), de Valle Inclán. - La cabeza del Bautista (1967), de Valle Inclán - La enamorada del rey (1967), de Valle Inclán - El señor Adrián, el primo (1966), de Carlos Arniches. - El sol en el hormiguero (1966), de Antonio Gala - La calumnia (1961) - Tierra baja (1971), de Ángel Guimerá - Malvaloca (1961), de los Hermanos Álvarez Quintero - Cuatro y Ernesto (1960) - Cuidado con las personas formales (1960) - Preguntan por Julio César(1961), de Alfonso Paso. - "Las cosas del querer" (1989), de Jaime Chávarri. | - La malcasada (1962) - Fuenteovejuna(1979) - El burlador de Sevilla (1967), de Tirso de Molina - En Flandes se ha puesto el sol (1981), de Eduardo Marquina. - La loca de la casa (1976), de Pérez Galdós. - Bodas de sangre, (1963) de Federico García Lorca. - La malquerida (2001) - Los malhechores del bien (1966) - Los intereses creados (1998), de Jacinto Benavente. - Delito en la isla de las Cabras (1980) - Lucha hasta el alba (1979), de Ugo Betti - Los ojos que vieron la muerte (1966), de Agatha Christie. - Nosotros, ellas y el duende (1962), de Carlos Llopis. - El zapato de raso (1981), de Paul Claudel. - Anillos para una dama (1979), de Antonio Gala. - La Ópera de Cuatro Cuartos (1970), de Bertolt Brecht. - El rinoceronte (1988), de Eugene Ionesco. - Los bajos fondos (1968), de Máximo Gorki. - La Orestíada (1975, 1985), de Esquilo. - La paz (1975), de Aristófanes. - Contradanza (1980), de Francisco Ors. - La Trosky (1989), de Martín Recuerda. - Vuelven las pasiones (1990), de R. Gordón. - Pasos en el techo (2006), de Rafael Mendizábal. - El huésped del sevillano (1968) - Salambó (ópera), (1962) de Músorgski. - La Fundación (1979), de Antonio Buero Vallejo. - Cyrano de Bergerac (2000), de Edmond Rostand. - Calígula (1965), de Albert Camus. - A Electra le sienta bien el luto (1965), de Eugene O'Neill. |

## Trayectoria en televisión
| - Todos los hombres sois iguales - Fabricando al Joaquín perfecto (15 de abril de 1997) - Compuesta y sin novio - Escala en Puerto Rico (31 de octubre de 1994) - El regreso (1 de noviembre de 1994) - Encantada de la vida - 21 de marzo de 1994 - 6 de junio de 1994 - 8 de julio de 1994 - Lleno, por favor - Rambo Gil (15 de noviembre de 1993) - Primera función - El cuerpo (26 de octubre de 1989) - Segunda Enseñanza (Serie TV) (1986) - La comedia dramática española - Proceso a Besteiro (31 de julio de 1986) - La comedia musical española - La estrella de Egipto (22 de octubre de 1985) - El sobre verde (24 de diciembre de 1985) - Escrito para TV - La mujer de arriba (4 de septiembre de 1984) - Verano azul (1981) - Los Mitos - Electra (1 de marzo de 1979) - Antología de la Zarzuela (1979) - Curro Jiménez - El servidor de la justicia (9 de octubre de 1977) - Las viudas - Viuda desconsolada (26 de abril de 1977) - Mujeres insólitas - La reina después de muerta (8 de marzo de 1977) Príncipe Don Pedro - Noche de teatro - Los tres etcéteras de Don Simón (3 de mayo de 1974) - El abogado del diablo (13 de septiembre de 1974) - Ficciones - Benjamín (3 de marzo de 1973) - El cuento del perdonador (6 de abril de 1974) - Los ojos de la pantera (20 de mayo de 1974) | - Una mujer de su casa - Operación limpieza (2 de diciembre de 1972) - Teatro breve - Volver a nacer (16 de octubre de 1971) - Lo que no vuelve (13 de marzo de 1980) - Hora once - Una noche de Cleopatra (17 de junio de 1971) - La pequeña comedia - En el bar (1 de abril de 1968) - Teatro de siempre - Hernani (10 de noviembre de 1967) - El bastardo Mudarra (29 de noviembre de 1971) - La otra música - Falso milagro (15 de octubre de 1967) - Estudio 1 - El perro del hortelano (2 de febrero de 1966) - La librería del sol (12 de marzo de 1968) - La hidalga limosnera (31 de marzo de 1972) - Los milagros del desprecio (14 de julio de 1972) - Llama un inspector (6 de abril de 1973) - La Fundación (28 de febrero de 1977) - Orestes (14 de noviembre de 1977) - Delito en la Isla de las Cabras (9 de marzo de 1980) - Vivamos un sueño (7 de septiembre de 1980) - La prudencia en la mujer (26 de octubre de 1980) - A media luz los tres (21 de diciembre de 1980) - En Flandes se ha puesto el sol (10 de abril de 1981) - Novela - Mujercitas (30 de noviembre de 1964) - Las aventuras de Juan Lucas (18 de enero de 1966) - Tigre Juan (14 de febrero de 1977) - Primera fila - Plaza de Oriente (18 de noviembre de 1964) - Gran teatro - Don Juan Tenorio (27 de octubre de 1963) |

## Premios y reconocimientos
- Premio San Jorge de cine, mejor actor del año, por  la interpretación en Tierra de todos (1962).[5][15]
- 2017: Académico de Honor de la Academia de las Artes Escénicas de España.[12]